# Prionopterina grammatistis
Prionopterina grammatistis là một loài bướm đêm trong họ Erebidae.